# شرق بيربيس كورتين
شرق بيربيس كورتين هو منطقة تقع في غيانا تمتد لتغطي كامل شرق البلاد. 

## أعلام
- ديلروي جيمس